# Yesod
Yesod (em hebraico, יסוד : Yod, Samech, Vau, Daleth, "o Fundamento") é a nona esfera da árvore da vida cabalística. Ela se encontra no plilar central, ou pilar do equilíbrio, logo acima de malkuth. Sua imagem mágica é um homem desnudo e forte.  Yesod é o depósito de imagens do subconsciente. Ao penetrar esse esfera, começa, para o iniciado, seu perído de consciência astral. Ele tem visões e percepções que vão além do homem comum. Suas intuições ficam aguçadas, mas suas impressões nem sempre são claras, principalmente nos sonhos; mas por trás delas residem a verdade, cabe ao iniciado saber interpretá-las. Essas intuições são o reflexo de tiphareth, da mente iluminada. Essas imagens tanto ajudam como as vezes atrapalham o iniciado inexperiente. Seu texto yetzirático é: "O Nono Caminho chama-se Inteligência Pura, porque purifica as Emanaçôes. Ele prova e corrige o desenho de suas representações, e dispõe a unidade em que elas estão desenhadas, sem diminuição ou divisão.". Em muitas ordens de magia, quando o iniciado percorre o trigésimo segundo caminho, o que leva de malkuth a yesod, ele passa do grau de neófito, ou probacionista, para o grau de zelator, ou 2º=9º.
A esfera de Yesod é a esfera da lua. Isso coincide, pois a lua é o astro mais próximo da Terra, da mesma forma que Yesod é a esfera mais próxima de malkuth, que é a Terra; e também por que quando alguém costuma ter alucinações, é chamada de lunática. Quando o iniciado percorre esse caminho, a experiência espiritual que tem é a visão do mecanismo do universo. Sua virtude será a independência, e seu vício poderá ser a ociosidade. Essa esfera é governada pelo arcanjo Gabriel, e seu coro angélico são os kerubins, os poderosos. Sua localização microcósmica são os órgãos reprodutores. 

## Correspondência macrocósmica
Sua correspondência macrocósmica é a lua. A lua está em íntima relação com a Terra, assim como Yesod e Malkuth. Sendo relacionado com a lua, Yesod é uma esfera ligada potencialmente ao elemento água e com a feminilidade. Yesod representa o plano astral. 